# آمپار (هوراند)
آمپار یکی از روستاهای استان آذربایجان شرقی است که در بخش مرکزی شهرستان هوراند واقع شده‌است.این روستا ۷۸ نفر جمعیت دارد.